# Magyarország nemzetiségpolitikája 1945-1989 között
Az alábbi cikk Magyarország nemzetiségpolitikáját mutatja be 1945-1989 között.

## Nemzetiségpolitika1945-1948között
A háború után Magyarországon első ízben 1945 őszén szabályozták jogilag a nemzetiségi oktatást. Az Ideiglenes Nemzeti Kormány 1945. október 24-i rendelete értelmében ott, ahol legalább 10 tanuló szülei kérték, szavazással dönthettek arról, hogy gyermekeiket az általános iskolában3 anyanyelvükön kívánják-e taníttatni a magyar nyelvnek mint tantárgynak a meghagyásával, vagy pedig az anyanyelvük tantárgykénti oktatását szeretnék-e a magyar tannyelvű oktatás mellett. A nemzetiségi tanítási nyelvű iskola megnyitását engedélyezni kellett, ha a szavazás megtartása után oda legalább 20, valamely nemzeti kisebbséghez tartozó tanuló jelentkezett. A rendelet a szavazás megtartásának módját a vallás- és közoktatásügyi miniszter szabályozási hatáskörébe utalta.
A jogszabály lényegében az előbbiekkel azonos feltételekhez kötötte a nemzetiségi oktatást „az állami és községi gimnáziumban, polgári iskolában vagy azokkal kapcsolatos általános iskolában” is. Emellett előírta, hogy a nemzetiségi tanulók szülei, gyámjai vagy „a nemzetiséghez tartozó magyar állampolgároknak a belügyminiszter által jóváhagyott alapszabályokkal működő kulturális egyesületei, amennyiben nemzetiségi tanítási nyelvű gimnáziumot, polgári iskolát vagy azokkal kapcsolatos általános iskolát kívánnak fenntartani, kérhetik ilyen iskola engedélyezését”, szintén hasonló feltételek mellett.
A jogszabály foglalkozott a nemzetiségi oktatással összefüggő egyéb kérdésekkel is. Így a nemzetiségi tannyelvű iskolákban a magyar nyelv heti óraszámának azonosnak kellett lennie azzal, ahány órában a nemzetiségi nyelvet a magyar tanítási nyelvű iskolában tanítják. Ezen iskolák ugyanolyan feltételek mellett és ugyanolyan mértékben részesültek államsegélyben, mint a „hasonló jellegű és fajú magyar tanítási nyelvű nem állami iskolák”. A nemzetiségi tanítási nyelvű állami, községi és egyesületi iskolák tantervét „az iskolafenntartó vagy a magyarországi nemzetiségeknek a belügyminiszter által jóváhagyott alapszabályokkal működő kulturális egyesületei meghallgatásával a vallás- és közoktatásügyi miniszter állapítja meg”. A nemzetiségi tannyelvű iskolákban használatra szánt tankönyvet az iskolafenntartó is kiadhatott „a tankönyvek engedélyezésére, illetőleg jóváhagyására vonatkozó szabályok megtartásával”. A tanítókra és tanárokra az „illető iskolafaj tanáraira és tanítóira vonatkozó szabályokat” kellett alkalmazni. A rendelet utalt arra is, hogy a nemzetiségi nyelvű oktatásban részt vevő tanulók számára „külön tanulóotthonok” létesítendők.
E jogszabályok a korábbi nemzetiségi oktatási rendszert egyszerűsítették, de több szempontból is kívánnivalót hagytak maguk után. A nemzetiségi népiskolai tanítás addig lényegében 3 típusban valósult meg Magyarországon.
- Az 1. ún. tiszta anyanyelvi, nemzetiségi tannyelvű („A” típusú) oktatás volt, ahol minden tantárgyat – a magyar nyelv és irodalom kivételével – nemzetiségi nyelven tanítottak.
- A 2. ún. egységes, kétnyelvű („B” típusú) rendszerben a tantárgyakat kb. fele részben magyarul, fele részben pedig nemzetiségi nyelven oktatták.
- A 3. ún. nemzetiségi nyelvoktató („C” típusú) iskolákban a tanítás nyelve magyar volt, s a nemzetiségi nyelvet csupán tantárgyként tanították.

A nemzetiségi oktatásról szóló 1945. évi rendeletek a lényegében háromfokozatú rendszert a középső típus kiiktatásával kétlépcsőssé alakították, ezáltal a korábbiaknál nagyobb súllyal került előtérbe a nemzetiségi tannyelvű iskolatípus. E jogszabályok megjelenése, ill. hatálybalépése idején az 1945-1946. tanév azonban már megkezdődött, így nem valószínű, hogy tanév közben, kellő előkészítés nélkül sor kerülhetett volna a nem csekély szervezési, igazgatási, pedagógiai munkával, anyagi kiadásokkal járó és felkészült pedagógusokat igénylő, lényegében új oktatási rendszer bevezetésére az adott településeken.
Az 1945. őszi rendeletek semmiféle megkülönböztetést nem tettek a hazai nemzeti kisebbségek között, így azok elvben mindenkire, tehát a német nemzetiségűekre is vonatkoztak. A döntően nemzetközi előírások végrehajtásaként eszközölt kitelepítés és annak következményei azonban a hazai német nemzetiségű társadalom egészét érintették, annak intézményeit, köztük a nemzetiségi iskolákat és a nemzetiségi oktatást is alapjaiban rendítették meg.
Mindezek hátterében a Vallás- és Közoktatásügyi Minisztérium Elnöki Osztályának a nemzetiségek oktatása tárgyában 1945. szeptember 20-án elkészült belső, nem publikus tervezete részletesen taglalta a nemzetiségi oktatást, és külön pontban foglalkozott a német nemzetiségi oktatás kérdésével, előrevetítve annak várható elmaradását: „azok a német anyanyelvű szülők, akik a Volksbund tagjai voltak 1950. január 1-jéig, a jelen rendeletben biztosított jogokat nem gyakorolhatják.”
A többi hazai nemzeti kisebbség anyanyelvi oktatása kisebb-nagyobb fáziseltolódással már a háború után megindult.
Az 1945-1946. tanévben összesen 92 – köztük harminc nemzetiségi tannyelvű („A” típus) és 62 nyelvoktató („C” típus) – nemzetiségi iskolában 1173, ill. 3841 tanulóval megkezdődött a horvát, román, szerb, szlovák és szlovén nyelvű oktatás.
Az 1946 februárjában aláírt magyar–csehszlovák lakosságcsere-egyezmény végrehajtása következtében a hazai szlovák tannyelvű népiskolák száma jelentősen csökkent. Az áttelepüléstől való félelemnek tudható be, hogy a beiratkozások alkalmával több, szlovákok lakta településen a nemzetiségi tannyelvű iskola megnyitásához szükséges, legalább 15 fős létszám sem volt meg. Sajátos módon leginkább az áttelepülni szándékozó szülők íratták be gyermekeiket szlovák iskolába, abból a meggondolásból, hogy új hazájukban nagyobb szükségük lesz az anyanyelvre.
- Míg az 1946-1947. tanévben Magyarországon tizenhárom szlovák tannyelvű („A” típusú) népiskola működött, számuk a következő tanévben tizenhatra nőtt, 795 tanulóval.
- Az 1948-1949. tanévre viszont nyolcra apadt ezen iskolák száma, amiben már erősen érezhető volt az áttelepülés hatása. A lakosságcsere végrehajtásával pedig a szlovák tannyelvű népiskolák száma az önként áttelepült szlovákok arányánál is sokkal nagyobb mértékben csökkent, a 8 népiskola – 1 kivételével – szinte teljesen elnéptelenedett. (Ugyanakkor a Magyarországon maradni szándékozó szlovákok, feltehetően az áttelepítéstől tartva, nem a szlovák tannyelvű, hanem a szlovák nyelvoktató [„C” típusú] iskolába íratták be gyermekeiket. Az 1948-1949. tanév 2. félévében 73, az 1949–1950. tanévben pedig 121 szlovák nyelvoktató iskola volt Magyarországon – 9900, ill. 12000 tanulóval.) A szlovák tannyelvű nemzetiségi iskolák elnéptelenedésében fontos szerepet játszott a Magyarországi Szlávok Antifasiszta Frontjának meglehetősen felemás magatartása is. A szervezet 1945 őszén még erőteljesen követelte a szlovák iskolák felállítását a magyar kormánytól, 1946 tavaszán viszont fenntartás nélkül csatlakozott a Csehszlovák Áttelepítési Bizottság propagandájához, és azt hangoztatta, hogy az összes magyarországi szlovák települjön át, elfogadva azt az álláspontot, miszerint a magyarországi szlovákoknak nincs szükségük iskolára.

1946 szeptemberében Magyarország és Jugoszlávia között is született népcsereegyezmény, amely az önkéntesség alapján „három év alatt legfeljebb negyvenezer emberre vonatkozott”. Nincsenek adataink arról, hogy e megállapodás milyen eredménnyel járt, de feltehető, hogy 1948-ig történtek kölcsönös áttelepülések, ez azonban a hazai délszláv népességben és iskolákban korántsem okozott olyan mértékű csökkenést, mint a lakosságcsere a szlovákok esetében.
A délszláv nemzetiségi oktatás háború utáni újjászervezése mégsem volt zökkenőmentes. A Magyarországi Szlávok Antifasiszta Frontjának jugoszláv tagozata (szekciója) 1946. február 8-án – a nemzetiségi oktatásról szóló miniszterelnöki rendelet után, de még a végrehajtást szabályozó vallás- és közoktatásügyi miniszteri rendelet előtt – Nagy Ferenc miniszterelnökhöz intézett felhívásában élesen bírálta a rendeletet, valamint a kormányzat nemzetiségi politikáját és törekvéseit is: „Megköveteljük – a teljes egyenjogúság alapján –, hogy népünknek bizottságok és szavazás mellőzésével megadassanak népiskolái, s ezeket az állam tartsa el, a szakiskolákkal, tanítóképzőkkel és középiskolákkal együtt… megköveteljük mindazt, amiben Jugoszláviában a magyarok részesülnek, mely ország a nemzetiségi és kisebbségi kérdést a nép általános megelégedésére és az igazi demokrácia szellemében oldotta meg.”
A békeszerződés érvénybelépése, 1947. szeptember 15-e után Magyarországon több, a nemzetiségi oktatással és a nemzetiségi kultúra ápolásával kapcsolatos intézkedés és megállapodás született.
Az 1947. október 15-én, Belgrádban aláírt magyar–jugoszláv kulturális egyezmény a tudományos, irodalmi, művészeti és kulturális kapcsolatok tekintetében kölcsönösen szabályozta a szerződő felek együttműködését, s mint ilyen, fontos állomás volt a mindkét állam területén élő nemzetiségi lakosság jövőbeni kulturális fejlődése, helyzete szempontjából. A szerződés rögzítette a két állam nemzetiségi politikájára vonatkozó alapelveket is. Az egyezményben foglaltak megvalósítására magyar–jugoszláv vegyes bizottság felállítását határozták el budapesti és belgrádi tagozattal.
Lényegében hasonló elveken alapult az 1947. november 25-én, Bukarestben aláírt magyar–román kulturális egyezmény is.

## Nemzetiségpolitika1949-1956között
Sajátos módon éppen az „ötvenes évek”-ben zajlott le – 1949-ben kezdődött és 1956-ig tartott – az a folyamat, melynek során fokozatosan napvilágot láttak a német nemzetiségi lakosság állampolgári és nemzetiségi jogkorlátozását feloldó jogszabályok. Csak ezen legfőbb politikai és jogi akadályok megszüntetése után kerülhetett sor – a nemzetiségi oktatással kapcsolatos korábbi rendeletek alapján, illetve azok módosítása és kiegészítése értelmében – a német nemzetiségi oktatás bevezetésére, pontosabban újjászervezésére, valamint a német nemzetiségi iskolahálózat fokozatos kiépítésére.
A második világháború után az 1949. évi XX. törvény, az augusztus 20-án kihirdetett alkotmánytörvény volt az a jogszabály, amely a jogalkotás legmagasabb szintjén szabályozta a hazai nemzeti kisebbségek helyzetét. Az alkotmány többek között deklarálta, hogy „A Magyar Népköztársaság a területén élő minden nemzetiség számára biztosítja az anyanyelvén való oktatásnak és nemzeti kultúrája ápolásának lehetőségét”. 1949-ben a „minden nemzetiség” anyanyelvi oktatása valójában csak deklarált igény és fikció lehetett több oknál fogva is.
A Kommunista és Munkáspártok Tájékoztató Irodájának 1948., majd 1949. évi állásfoglalásai a magyar–jugoszláv kapcsolatok megromlását idézték elő, ami a délszláv nemzetiségi oktatás hanyatlásában is megmutatkozott. Az 1948-1949. tanévben a délszláv (horvát, szerb, szlovén) nemzetiségi tannyelvű iskolák száma harmincra csökkent, a nyelvoktató iskoláké pedig huszonhétre – 695, ill. 1200 tanulóval. Ezen iskolák száma az 1949-1950-es tanévre tovább fogyott, amikor is 27 tannyelvű és 21 nyelvoktató nemzetiségi iskola működött 734, illetve 950 tanulóval.
Az 1949-1950-es tanévben csupán a román nemzetiségi iskolák száma nőtt, huszonkilencre (huszonegyről). A 7 román tannyelvű iskolát 642 tanuló látogatta, míg a 22 nyelvoktató iskolába 1752 tanuló járt.
A nemzetiségi politika felülvizsgálatát, egyúttal a német nemzetiségi lakosság jogkorlátozásainak a feloldását deklarálta a Magyar Dolgozók Pártja Központi Vezetőségének 1956. május 21-i, „a magyarországi nemzeti kisebbségek közötti politikai, oktatási és kulturális munkáról” szóló, „Szigorúan bizalmas!”, nem publikus határozata, amely a 2. világháború utáni 1. ilyen jellegű dokumentumnak számít.
A határozat a nemzetiségi oktatás helyzetét tényszerűen, de kritikusan foglalta össze: „A szlovák, délszláv és román iskolahálózat fejlesztése – az óvodák38 kivételével – lényegében befejeződött. Súlyos lemaradás mutatkozik azonban a német iskolahálózat fejlesztésében. Nincs német gimnázium, tanítóképző, nem folyik német nyelvű tanárképzés. Kevés a német nyelvű általános iskolák és óvodák száma.” Az 1955/1956-es tanévben a német nemzetiségi iskolák száma 102 volt (ebből 2 tannyelvű, 100 nyelvoktató). A német tannyelvű iskolák alacsony számát a határozat a háború utáni megpróbáltatásokban látta: „A kitelepítések és vagyonelkobzások még ma is éreztetik hatásukat. Véleményüknek – főleg a parasztok – nem adnak nyíltan hangot. Gyűlésekre, politikai megmozdulásokba nehéz bevonni őket. Gyermekeiket nem adják német nyelvű iskolába.”
Az oktatás központi feladataként az állampárti határozat a teljes körű nemzetiségi iskolai hálózat kiépítését jelölte meg, s azt, hogy az elkövetett „túlzásokat mielőbb orvosolják”. Mindezt az összevont oktatás megszüntetésében, a szakrendszerű (osztott) oktatás megvalósításában és az általános iskolai körzetesítésekben látta. E feladatokat oly módon kívánta megvalósítani, hogy az Oktatási Minisztérium „lehetőleg biztosítsa” – a nemzetiségi lakosság igényeinek figyelembevételével – a nemzetiségi tannyelvű és a nyelvoktató iskolák „minél eredményesebb szakrendszerű kiépítését és működését”. A nemzetiségi oktatáspolitika felülvizsgálatának a szándéka kétségtelenül időszerű és indokolt volt. Hogy e deklaráció céljainak a megvalósítása mennyiben vált valóra, arra az elkövetkező esztendők gyakorlata adta meg a választ.

## Nemzetiségpolitika a Kádár-korszakban
1960 tavaszán – az általános iskolai reform bevezetésére hivatkozva – a nemzetiségi tannyelvű iskolák státusát megváltoztatták. Művelődésügyi minisztériumi körlevél utasította őket, hogy az 1960-1961. tanévtől kezdve fokozatosan magyar nyelven tanítsák a természettudományos tárgyakat és a testnevelést. A Művelődésügyi Minisztérium 44 167/1960. számú, valamint 44 159/1960. számú utasítása értelmében tehát a nemzetiségi tannyelvű iskolákban eddig minden tantárgyat (a magyar nyelv és irodalom kivételével) nemzetiségi nyelven tanultak, ettől kezdve viszont a reáliákat és a testnevelést magyar nyelven oktatták.
A Művelődésügyi Minisztérium 1960-1961. évi munkaterve az alábbiakban látta az intézkedés bevezetésének okát: „…a tannyelvű iskolák jelenlegi formájukban ma már nem felelnek meg a gyakorlati élet által szabott követelményeknek. Ezek az iskolák nem fejlődnek megfelelően, fokozatosan elnéptelenednek, többségük 1-2-3 tanerős osztatlan vagy részben osztott iskola, amelyekben a tanítás színvonala alacsony. (…) Egyöntetű állásfoglalás alakult ki a tekintetben, hogy kétnyelvű iskolatípust alakítsunk ki, amely jobban számol a reális helyzettel, a tanulók kétnyelvűségével. A kétnyelvű iskolatípus kialakításának lehetőségét a szülők nagy megelégedéssel fogadták. (…) A kétnyelvű oktatás reál tantárgyakban a magyar nyelvű oktatást jelenti, aminek megvalósítása csak fokozatosan történhet.”
A Művelődésügyi Minisztérium Nemzetiségi Osztályának 1962. évi tájékoztatója pedig a kétnyelvű iskolák bevezetésének céljáról szólt: „A kétnyelvűség objektív társadalmi valóságot tükröz: a nemzetiségi iskolákba járó tanulók – és szüleik is – elsősorban magyarul beszélnek, nem pedig anyanyelvükön. Továbbá az összes tárgyak nemzetiségi nyelven való oktatása, a nyelvi nehézségek miatt, túlterhelést jelentett. Végül: éppen a reális tantárgyakat szükséges inkább magyarul tanítani, mert ezek szakkifejezéseit a tanulók a gyakorlati életben magyarul fogják használni. A szakszókincset megtanítják nemzetiségi nyelven is.”
A minisztériumi rendelkezés értelmében és szellemében a nemzetiségi tannyelvű („A” típusú) általános és középiskolákat úgynevezett kétnyelvű iskolákká („B” típus) alakították át. Tehát lényegében ekkor tért vissza a közoktatás a két világháború között elterjedt és jól bevált nemzetiségi oktatási típushoz, mégpedig oly módon, hogy a háború után erőteljesen szorgalmazott nemzetiségi tannyelvű iskolákat megszüntették.
Így tulajdonképpen továbbra is „kétlépcsős” maradt a nemzetiségi oktatási rendszer, csak most már nem a nemzetiségi tannyelvű és nyelvoktató („A” és „C” típusú) iskolákkal, hanem a kétnyelvű és nyelvoktató („B” és „C” típusú) iskolákkal. Ettől kezdve a nemzetiségi tannyelvű („A” típus) terminológia a kétnyelvű („B” típusú) iskola megnevezésére szolgált.
Az 1960-1961. tanévben összesen 31 nemzetiségi tanítási nyelvű („B” típusú) és 329 nyelvoktató („C” típusú) általános iskola működött Magyarországon. A Művelődésügyi Minisztérium 1961. január 31-i, a magyarországi nemzetiségek helyzetéről szóló tájékoztatója szerint: „Legtöbb iskolájuk a németeknek van (143), viszont éppen ők rendelkeznek a legkevesebb (2) tannyelvű iskolával. A tannyelvű iskolát sehol sem igénylik a szülők.(…)
A németek után a szlovákok következnek 124 iskolával; tannyelvű iskolájuk azonban nekik is csak hat van. A tanulólétszám – 1956 óta – mind a hat iskolában, lassú mértékben, de évről évre csökken.
A délszlávok iskolái közül mindig külön mutatjuk ki a 6 Vas megyei szlovén nyelvoktató iskolát, és külön a többi szerb-horvát nyelvűt. 3 éve 51 szerb-horvát nyelvoktató iskola működik az országban. A tannyelvű iskolák száma 13; ezek közül is 7, egy tanerős iskola van, összesen (a 7 iskolában!) 84 tanulóval. Amíg tehát a szerb-horvát nyelvoktató iskolák és tanulóik száma egészségesen fejlődik, addig a tannyelvű iskolák és főként tanulóik száma egyre fogy. (Egy tanítóra 10,3 tanuló jut.)
Legállandóbb a román iskolák helyzete. Az évek óta állandósult 21-23 iskola fele tannyelvű, fele nyelvoktató iskola. A tanulólétszám aránya azonban itt is a nyelvoktató iskolák javára billen, mert míg a tannyelvű iskolákban átlag 104 tanuló jut egy iskolára, a nyelvoktatásban részt vevő tanulólétszám átlag 136 tanuló iskolánként.”
Az 1985. évi I. törvény 1960 óta 1. ízben adott lehetőséget a nemzetiségi tannyelvű oktatás („A” típus) fokozatos visszaállítására. E törvény betűje és szelleme, valamint az 1980-as évek végén érlelődött-végbement változások eredményeképpen 1989 őszén több mint 58 ezren részesültek nemzetiségi oktatásban-nevelésben Magyarországon. Ekkor a nemzetiségi tannyelvű, kétnyelvű és nyelvoktató („A”, „B” és „C” típusú) nemzetiségi általános iskolákban tanulók létszáma 43300 volt. Ez felülmúlta az előző évtizedek bármikori arányát, ám alulmúlta a nemzetiségi önazonosság megőrzéséhez szükséges, optimális létszámot.